# Marc Drumaux
Marc Elie Joseph Drumaux (Aat, 10 mei 1922 - Ukkel, 15 november 1972) was een Belgisch politicus van de PCB.

## Levensloop
Drumaux werd beroepshalve werkzaam bij de NMBS.
In 1943 trad hij toe tot de communistische PCB, waarna hij als verzetsstrijder actief werd bij het Onafhankelijkheidsfront. Na de Bevrijding ging hij als journalist werken bij Le Drapeau Rouge. In 1957 werd hij verkozen in het Centraal Comité van de PCB. Vervolgens werd hij in 1960 in het Politiek Bureau van de partij verkozen en in 1963 in het Nationaal Secretariaat.
In 1958 werd Drumaux verkozen tot gemeenteraadslid van Calonne, waar hij van 1958 tot 1964 schepen was. Hij bleef gemeenteraadslid tot in 1966, toen hij naar Ukkel verhuisde. Bovendien zetelde hij van 1961 tot 1972 voor het arrondissement Bergen in de Kamer van volksvertegenwoordigers, waar hij van 1965 tot 1968 fractieleider was.
Van 1966 tot 1968 was hij ondervoorzitter van de PCB, waarna hij in september 1968 de overleden Ernest Burnelle opvolgde als partijvoorzitter. Drumaux bleef partijvoorzitter tot aan zijn dood in 1972, toen hij overleed aan de gevolgen van een ziekte. Hij werd opgevolgd door Louis Van Geyt.